# شیموکاوا، هوکایدو
شیموکاوا، هوکایدو (به لاتین: Shimokawa, Hokkaido) یک منطقهٔ مسکونی در ژاپن است که در Kamikawa Subprefecture واقع شده‌است. شیموکاوا ۳٬۸۳۶ نفر جمعیت دارد.